# Градець-Кралове (аеропорт)
Аеропорт Градець-Кралове — регіональний аеропорт у Чехії. Розміщений на півночі міста Градець-Кралове.

## Історія аеропорту
У 1926 році в місті Градец-Кралове за прямої підтримки мера міста Франтішека Ульріха була заснована Масарикова авіаційна ліга. 15 вересня 1927 був розпочато будівництво аеропорту. Аеропорт будувався для військових і цивільних потреб. З 1929 року в аеропорту організувались авіашоу.

## Сучасний стан
Оператором аеропорту є компанія «Letecké služby Hradec Králové a.s.». Аеропорт має дві злітно-посадочні смуги: 
- бетонну 34R / 16L з довжиною 2400 метрів і шириною 60;
- ґрунтову 34L / 16R довжиною 800 і шириною 25 метрів.

Аеропорт здатний працювати цілодобово, наявний майданчик для короткотермінового паркування повітряних суден.
З аеропорту здійснюються насамперед приватні чартерні рейси та оглядові польоти. Аеропорт вважається регіональним, однак з нього здійснюються й міжнародні рейси. Аеропорт має міжнародну категорію 2B.
9 грудня 2007 року з аеропорту здійснив виліт до Міжнародного аеропорту «Київ» літак Beechcraft C90A King Air, який розбився між містом Вишневе і територією Міжнародного аеропорту «Київ»..